# Podul de piatră din Iași
Podul de piatră din Iași este un pod de piatră construit la începutul secolului al XIX-lea în municipiul Iași, pentru a traversa râul Bahlui.
Podul de piatră din Iași este inclus pe Lista monumentelor istorice din anul 2015 din județul Iași, având codul de clasificare  IS-II-m-B-03952.
În a doua jumătate a secolului al XX-lea a fost construit la mică distanță (circa 1 metru) de podul vechi, un pod nou de beton, mai lat și mai solid. Acest pod nou a preluat traficul rutier 
și în parte și cel pietonal. Pe acest pod nou circulă și tramvaie.

## Imagini

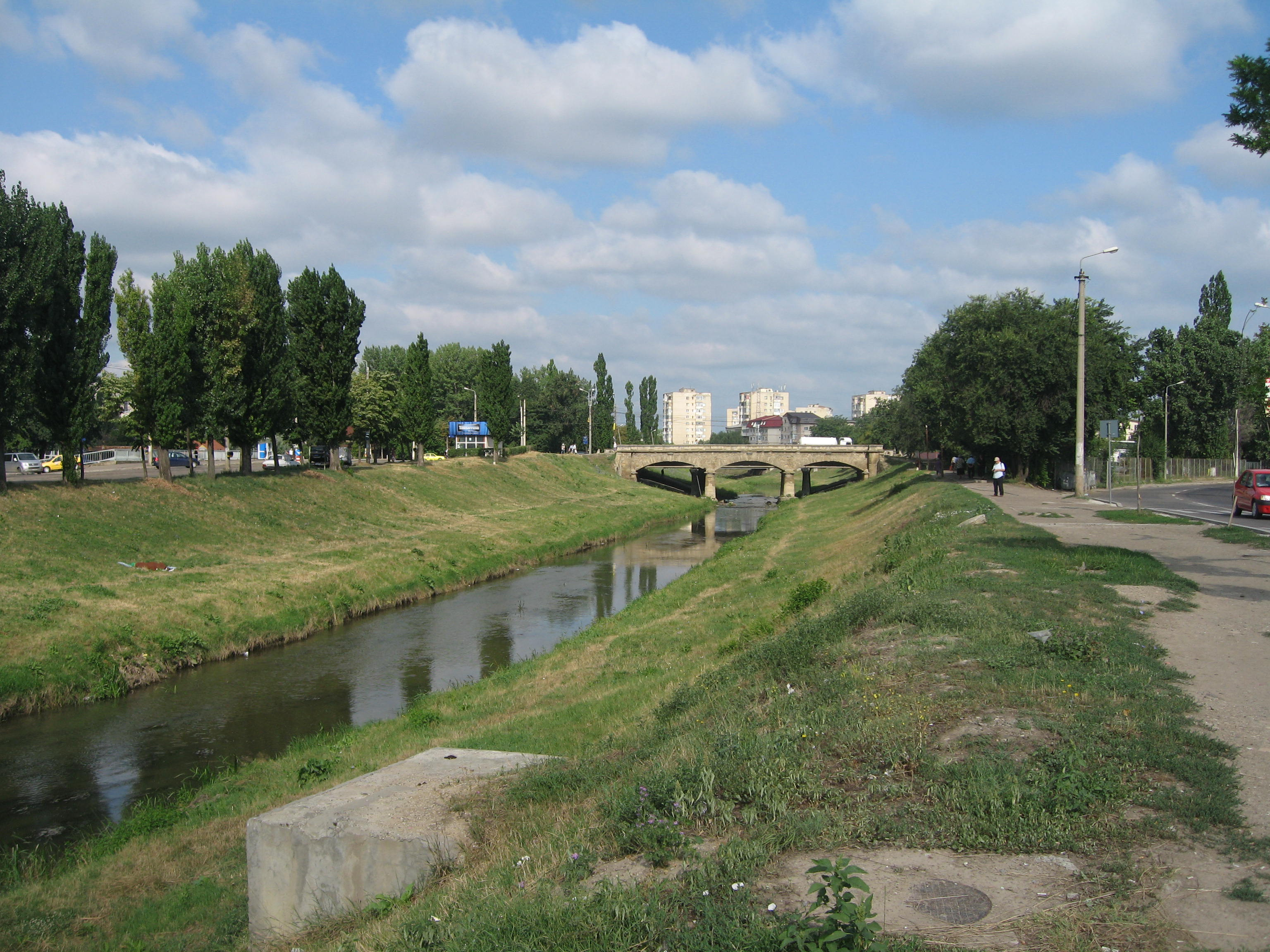
Podul de piatră văzut de pe Splai Bahlui
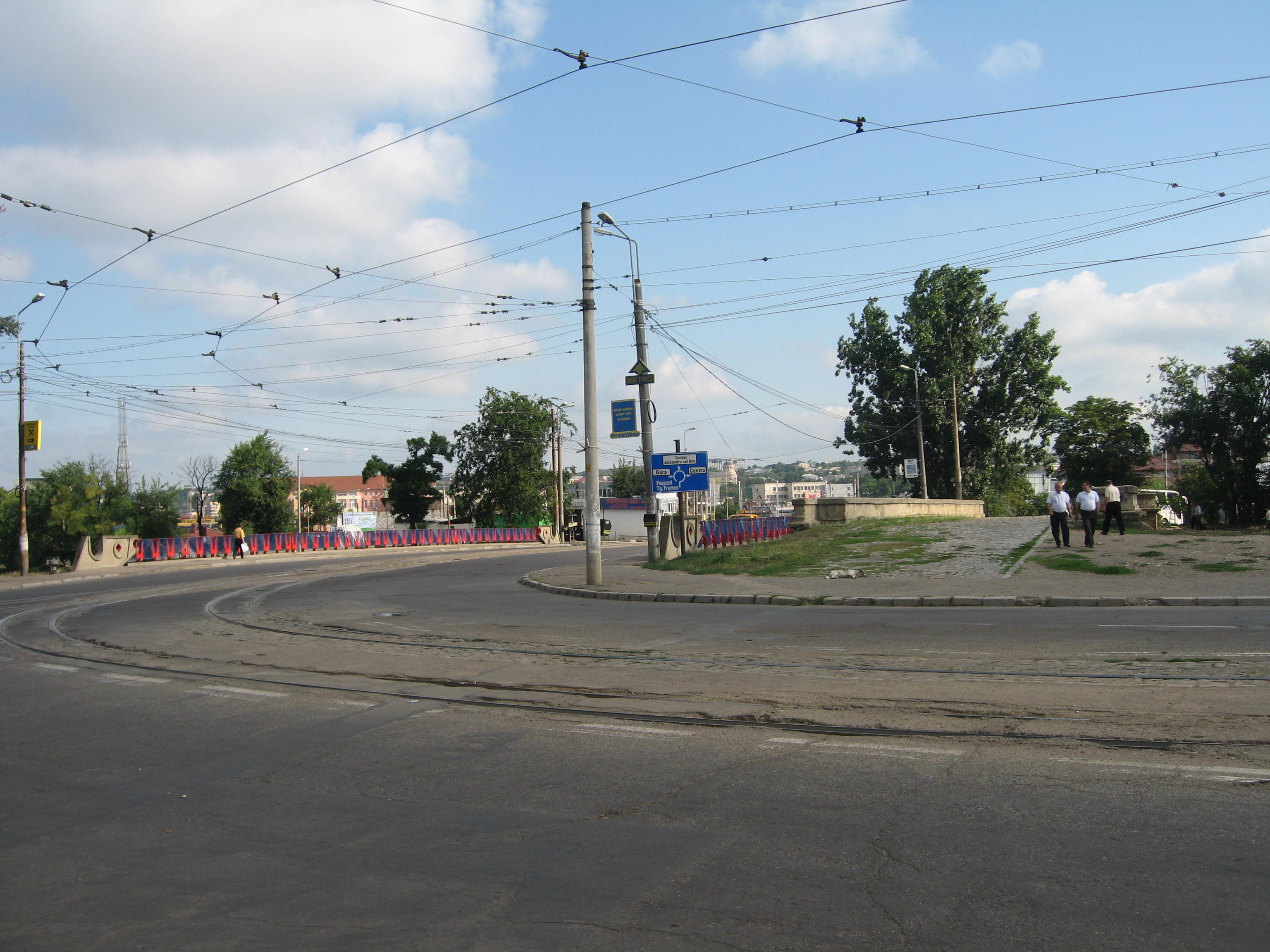
Cele două poduri din zona Podul de Piatră
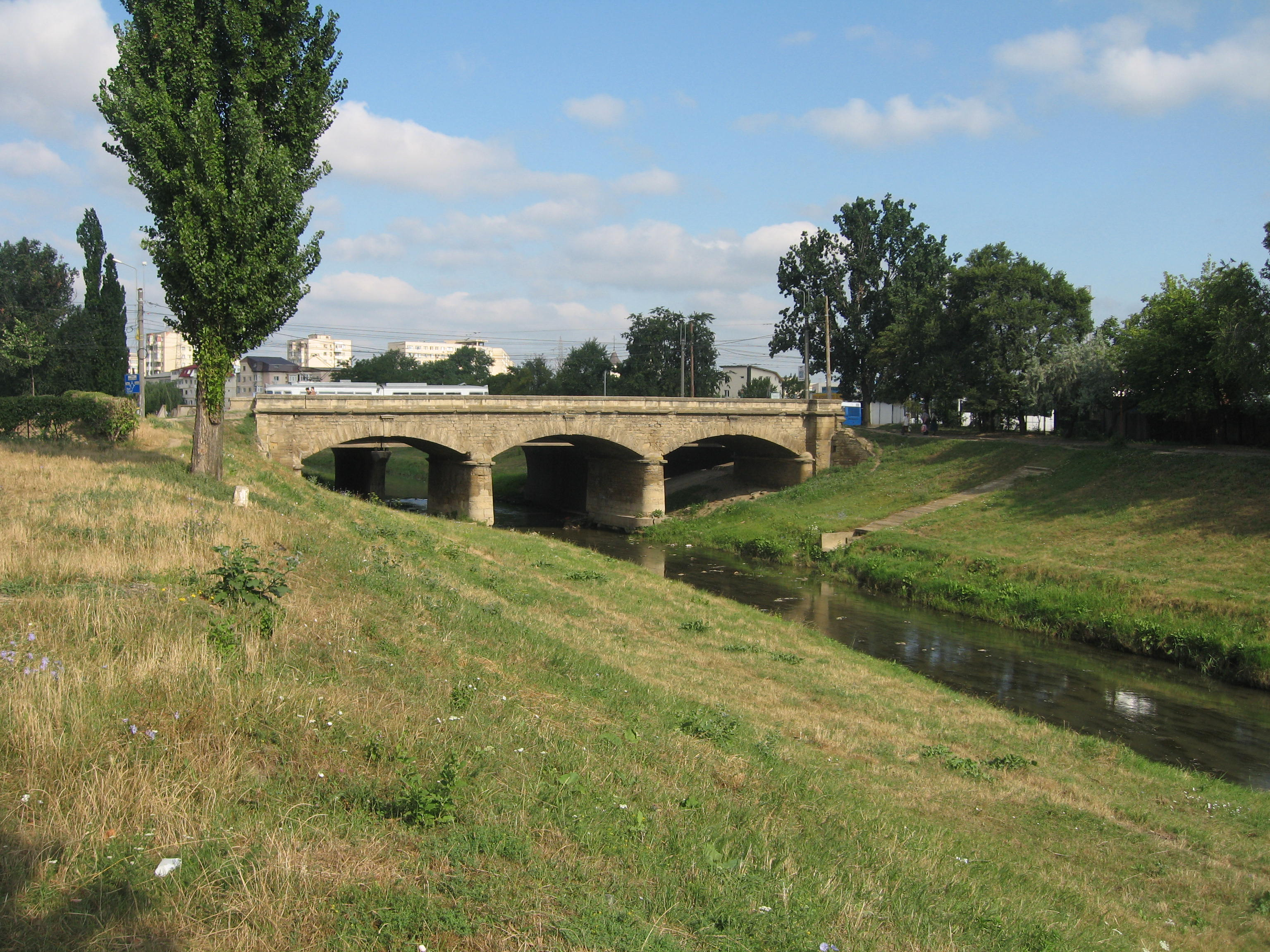
Podul de piatră
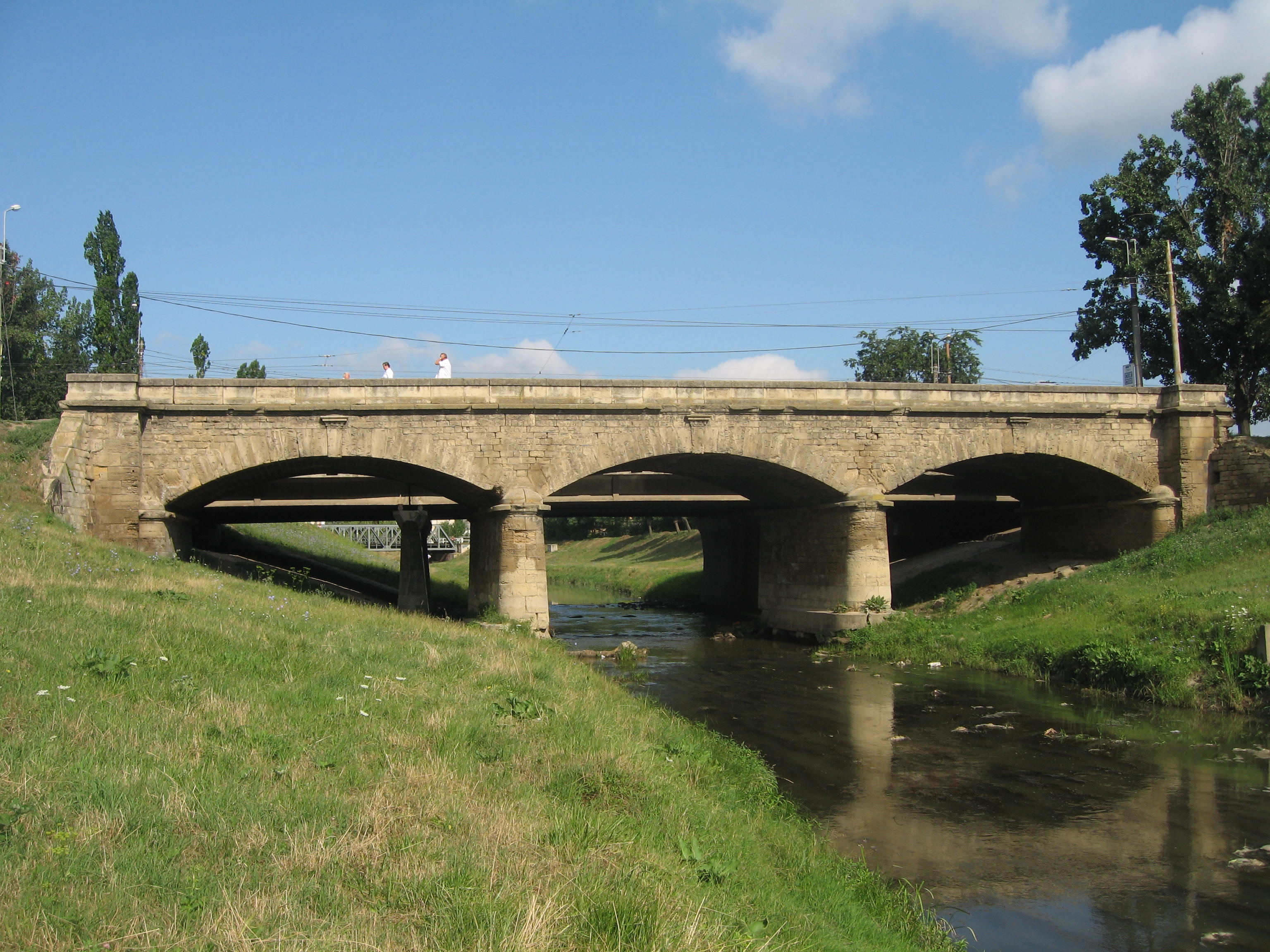
Podul vazut din față
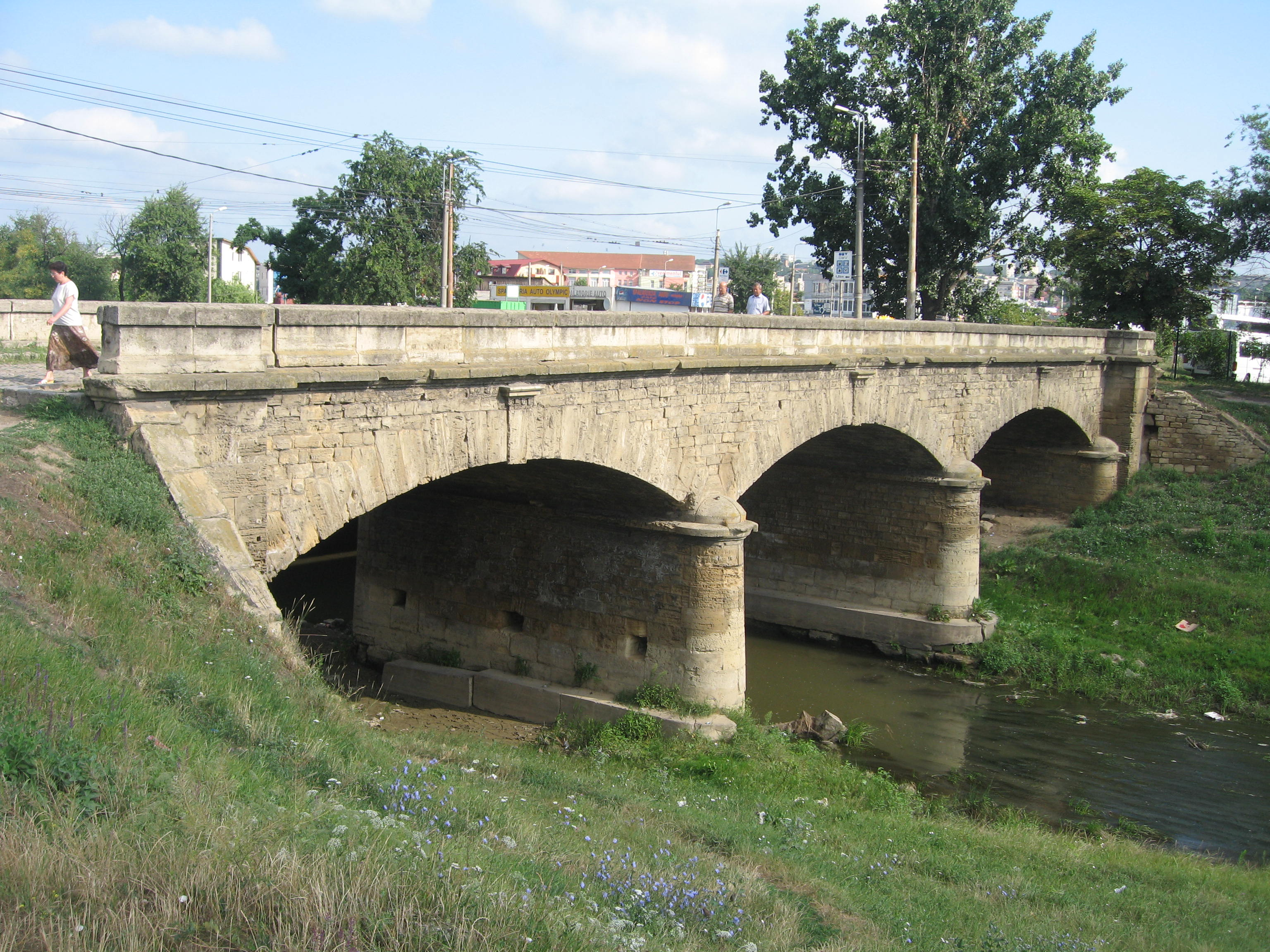
Podul văzut din lateral
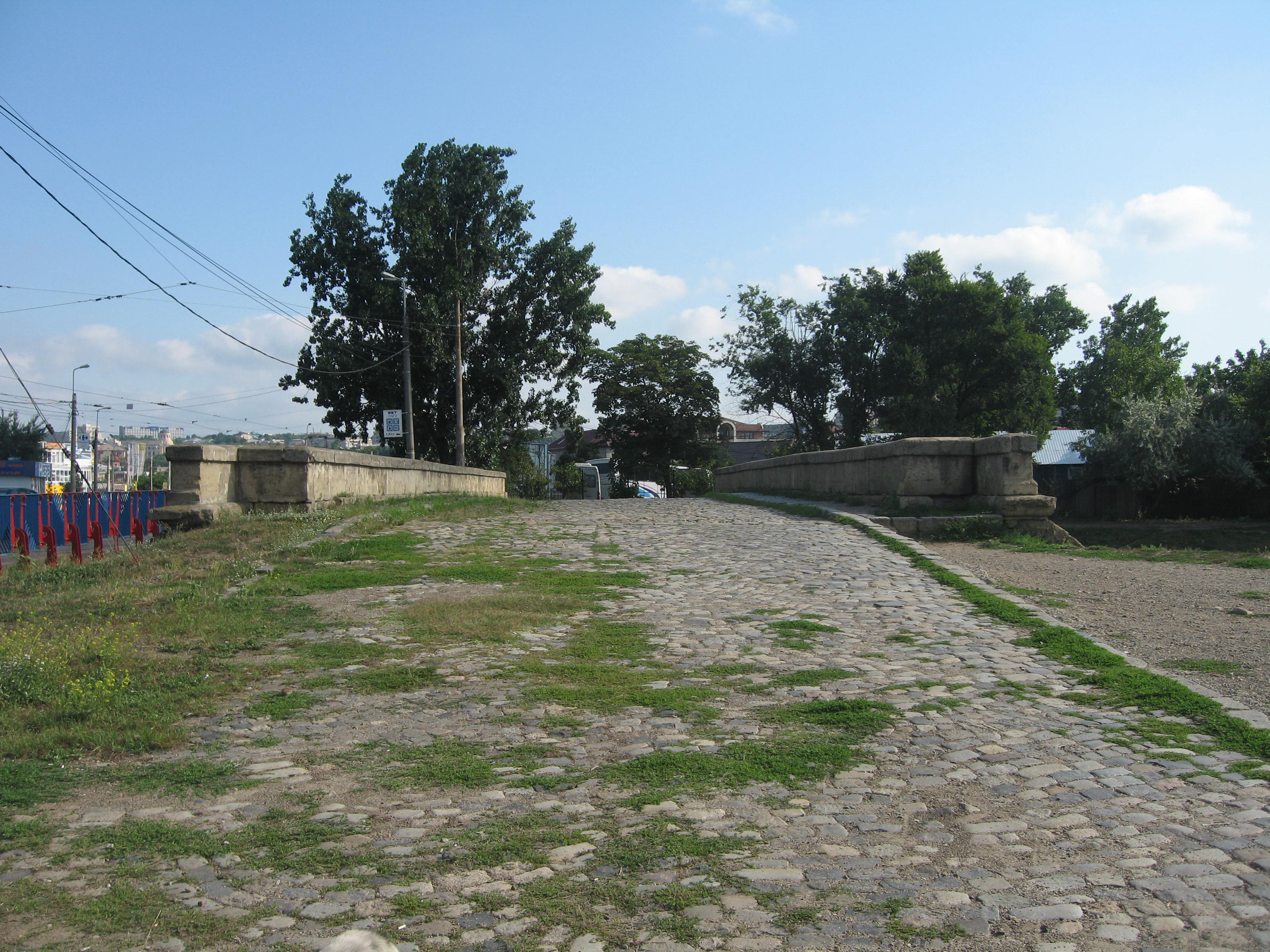
Podul
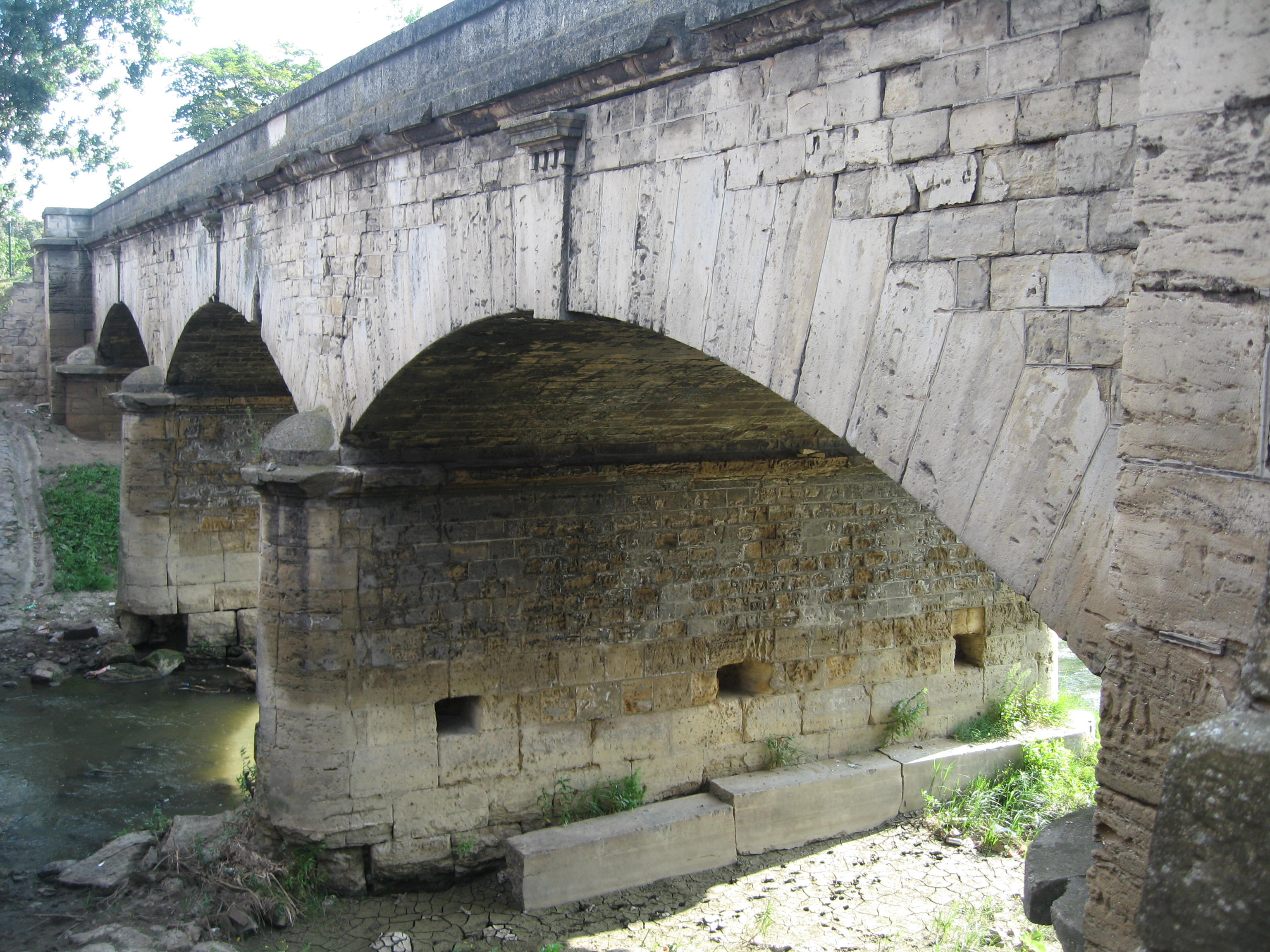
Pilon
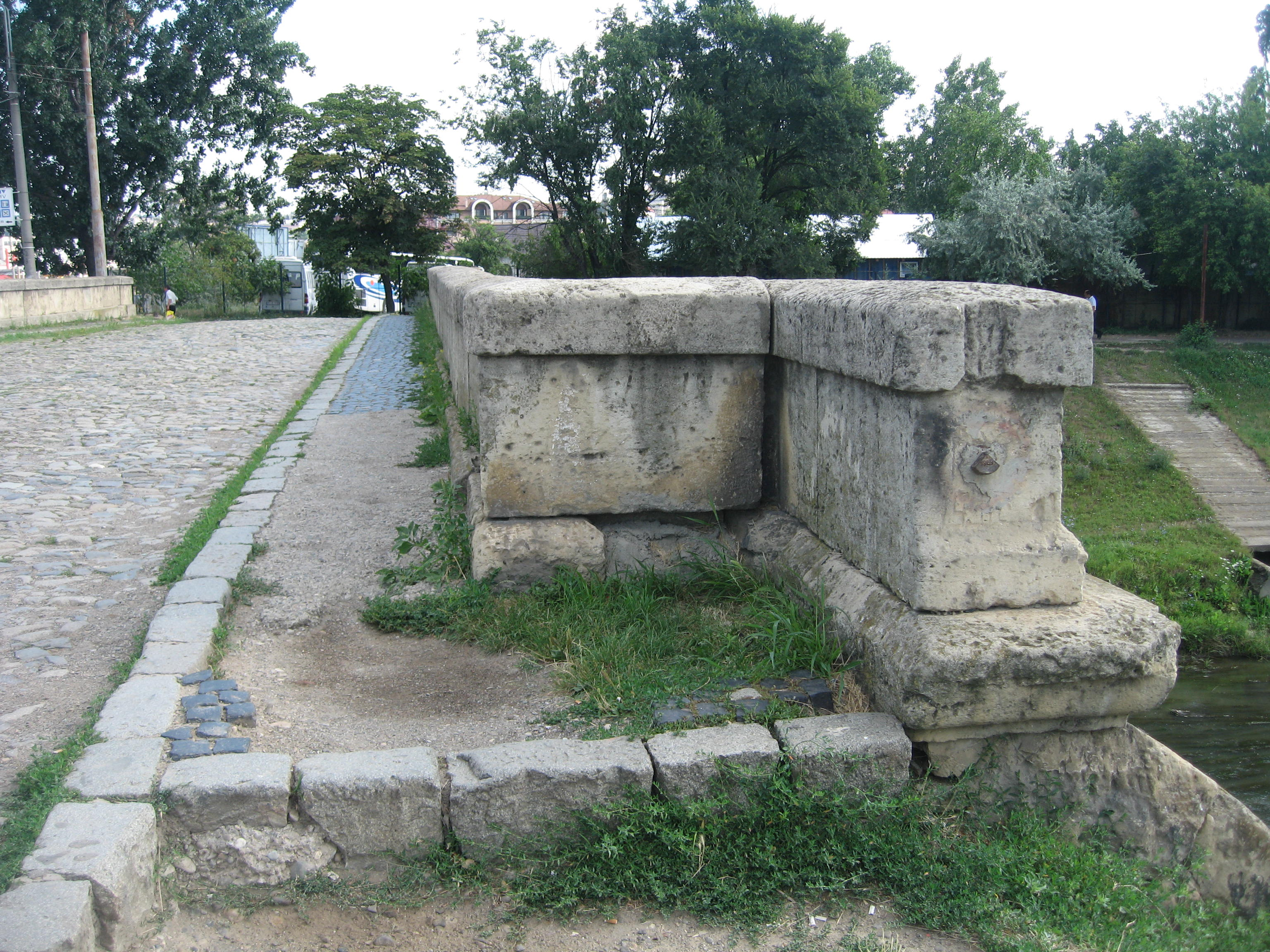
Detaliu al balustradei